# 남악신도시
남악신도시(南嶽新都市)는 전라남도 목포시 부주동, 옥암동, 삼향동과  무안군 삼향읍, 일로읍에 걸쳐 개발되고 있는 신도시다. 광주광역시에 있던 전라남도청과 각종 유관 기관이 이전되면서 건설되고 있다.  

## 개요
2005년 11월 11일, 전라남도청이 무안군 삼향읍 남악리로 이전하면서 계획된 신도시로, 본래 목포시 옥암동의 미개발지구인 옥암지구 개발 계획이 있었는데 전라남도청이 무안군 삼향읍 남악리로 이전 되어 옥암지구를 편입하고 확대한 계획도시이다. 면적은 14.5km2 (14,539천m2)이다. 계획인구는 15만명 (4만5천세대)이고 시공업체는 동광건설외 34개사이다. 목포시와 전남개발공사가 개발을 담당하고 있다. 일부 부지는 영산호 일부를 매립하여 이루어졌다.

## 편입 지역
- 옥암지구 : 당가두 마을, 부주두 마을, 초당산 마을 일부
- 남악지구 : 남악마을, 신흥마을, 회룡마을, 오룡마을
- 임성1지구 : 석현마을, 신지마을, 원옥암마을, 장재동마을, 선곡마을

## 위치
- 옥암지구 : 목포시 부주동
- 남악지구 : 무안군 삼향읍 남악리
- 오룡지구 : 무안군 일로읍 망월리, 죽산리
- 임성지구 : 목포시 삼향동, 옥암동
- 망월지구 : 미정

## 개발 단계
남악신도시 총 개발계획은 총 3단계로 옥암, 남악, 오룡지구가 총 1단계, 임성지구가 2단계, 마지막 망월지구가 3단계이다. 남악신도시는 목포시와 무안군 경계에 걸쳐 있어서 시행자가 전남개발공사와 목포시가 공동으로 주관하고 있다. 2013년 11월 기준으로, 옥암 및 남악지구는 완공되어 있으며, 1-2단계의 오룡지구와 2단계 임성지구가 개발계획을 각각 국토부와 전라남도로부터 승인을 받아 개발을 시작하고 있다.

### 1단계
1단계 옥암, 남악, 오룡지구의 개발기간은 2003년 ~2011년(계획상)이며, 면적은 각각 2,609천m2, 3,629천m2, 2,701천m2이다. 옥암지구와 남악지구는 완공되어 있으며, 오룡지구는 개발중에 있다.

#### 옥암지구
옥암지구는 목포시 부주동에 해당되는 지역이며, 목포시민문화체육센터, 광주지방법원 목포지원, 광주지방검찰청 목포지청이 위치해 있고, 개발은 목포시가 담당하고 있다. 녹색로를 경계로 하당신도심과, 남악2로를 경계로 남악지구와 마주보고 있다.
| 단지명               | 건설사                    | 시행사                                   | 주소 | 주소               | 입주        | 비고     |
| -------------------- | ------------------------- | ---------------------------------------- | ---- | ------------------ | ----------- | -------- |
| 옥암 주공            | 혜림건설㈜                | 대한주택공사                             |      | 당가두로38번길 11  | 2007년 8월  | 국민임대 |
| 옥암 휴먼시아        | 송촌종합건설㈜            | 대한주택공사                             |      | 남악1로52번길 35-8 | 2008년 12월 |          |
| 옥암애시앙 부영 1차  | ㈜동광주택산업            | ㈜부영                                   |      |                    | 2007년 3월  |          |
| 옥암애시앙 부영 2차  | ㈜동광주택산업            | ㈜부영                                   |      |                    | 2007년 4월  |          |
| 옥암 한국아델리움    | 한국건설㈜                | 남선레미콘㈜ 한국종합건설㈜              |      |                    | 2008년 9월  |          |
| 옥암 코아루          | 신영종합건설㈜            | 한국토지신탁                             |      |                    | 2007년 3월  |          |
| 옥암 푸르지오        | 대우건설                  | ㈜피데스개발                             |      | 남악1로 51         | 2007년 3월  |          |
| 옥암 한라비발디      | ㈜한라건설                | ㈜피데스개발                             |      | 남악2로22번길 10   | 2008년 7월  |          |
| 옥암 우미 파렌하이트 | 우미토건㈜ 우심산업개발㈜ | 피데스피엠씨㈜ 피데스개발㈜ 아시아신탁㈜ |      | 남악2로22번길 15   | 2013년 9월  |          |
| 옥암 골드클래스      | 보광건설㈜ 골드디움㈜     | 골드클래스㈜                             |      |                    | 2009년 5월  |          |
| 옥암 골드클래스 3차  | 보광건설㈜                | 골드디움㈜                               |      | 남악1로52번길 82   | 2013년 5월  |          |
| 옥암 베아채          | 우남건설㈜                | 근화건설㈜                               |      | 남악1로52번길 83   | 2014년 6월  |          |

#### 남악지구
남악지구는 남악신도시의 중심지구로 무안군 삼향읍 남악리에 위치해 있으며, 전라남도청, 전라남도교육청, 전남지방경찰청이 위치해 있다. 각종 중심상업지구와 중앙공원 및 사무업지구가 몰려있다. 남악2로와 남창천을 경계로 각각 옥암지구, 오룡지구와 맞닿아 있다.
| 단지명                 | 건설사                    | 시행사         | 블록 | 주소                       | 입주        | 비고     |
| ---------------------- | ------------------------- | -------------- | ---- | -------------------------- | ----------- | -------- |
| 남악 상록              | 롯데건설                  | 공무원연금공단 | 15   |                            | 2009년 2월  |          |
| 남악 경남아너스빌      | 경남기업                  | 대아레저산업㈜ | 26   | 삼향읍 남악5로22번길 60    | 2008년 11월 |          |
| 남악 아이파크          | 현대산업개발              | 현대산업개발   | 16-1 | 삼향읍 남악2로74번길 14    | 2007년 10월 |          |
| 남악 리젠시빌          | 리젠시빌건설㈜ ㈜문장건설 | ㈜지음건설     |      | 삼향읍 남악4로60번길 14    | 2006년 9월  |          |
| 남악 파밀리에          | 신동아건설                | 신동아건설     | 25   | 삼향읍 남악영산길 39       | 2008년 2월  |          |
| 남악 베아채            | (유)근화종합건설          | 근화건설㈜     | 18   | 삼향읍 남악4로82번길 31    | 2008년 12월 |          |
| 남악 베아채비올레      | 우남건설㈜                | 근화건설㈜     | 27-1 | 삼향읍 남악5로22번길 10    | 2014년 2월  |          |
| 남악 베아채스위트      | 우남건설㈜                | 근화종합건설㈜ | 27-2 | 삼향읍 남악5로22번길 20    | 2013년 4월  |          |
| 남악 골드디움          | 보광건설㈜                | 골드클래스㈜   |      | 삼향읍 남악5로72번길 81-21 | 2013년 4월  |          |
| 남악 부영              | ㈜동광주택산업            | ㈜부영         | 24   | 삼향읍 남악5로72번길 7     | 2007년 9월  |          |
| 남악 회룡마을 주공     | 제일건설㈜ 삼능건설㈜     | 대한주택공사   | 16-2 | 삼향읍 남악2로74번길 42    | 2007년 10월 | 국민임대 |
| 남악 오룡마을 휴먼시아 | 송촌건설㈜ 금강주택㈜     | 대한주택공사   | 17   | 삼향읍 남악2로74번길 13    | 2009년 8월  |          |

#### 오룡지구
오룡지구는 무안군 일로읍 오룡리에 속해 있으며, 옥암, 남악지구를 개발할 때에 경제 침체기 등 이유로 미루었다가 13년 6월부터 토지정리 등을 통하여 개발을 시작할 예정이었지만 전남도와 전남개발공사, 무안군의 갈등으로 전면 무기한으로 접어들었다가 전남개발공사와 무안군의 조정안과 전남도의 수용에 따라 13년내로 착공하기로 결정하였다. 그리고 2013년 11월에 국토교통부로부터 애초 계획보다 8백 세대를 줄여서 남악신도시 오룡지구 개발 계획을 승인하여 이르면 12월에 발주를 해서 내년 초에는 공사에 착공할 계획을 가지고 있지만 무안군과 이견을 보이고 있는 하수종말처리장 신설 문제는 이번 개발계획 변경 승인 때 반영되지 않았다. 또한, 남악신도시 2단계 지구인 임성지구 개발도 오룡지구 개발에 부담을 줄 것으로 보인다. 두 지역이 마찬가지로 최종 완공 연도도 2020년 초로 비슷하여 두 지구를 합치면 만 4천여 세대나 되기 때문에, 개발할 경우 공급과잉과 출혈경쟁으로 전남개발공사와 목포시 양쪽 모두 적지 않은 재정부담을 떠안을 수 있다는 우려도 나오고 있다.
| 단지명                     | 건설사                    | 시행사                          | 블록 | 주소                   | 입주        | 비고 |
| -------------------------- | ------------------------- | ------------------------------- | ---- | ---------------------- | ----------- | ---- |
| 오룡 푸르지오 에듀포레     | 대우건설                  | ㈜오룡피에프브이                | 34   | 일로읍 오룡중앙동로 37 | 2020년 7월  |      |
| 오룡 푸르지오 에듀포레     | 대우건설                  | ㈜오룡피에프브이                | 35   | 일로읍 오룡중앙동로 65 | 2020년 7월  |      |
| 오룡 푸르지오 파르세나     | 대우건설                  | ㈜디씨에이엠피에프브이 ㈜파레나 | 39   | 일로읍 오룡번영1로 10  | 2024년 7월  |      |
| 오룡 푸르지오 파르세나     | 대우건설                  | ㈜디씨에이엠피에프브이 ㈜파레나 | 40   | 일로읍 오룡번영1로 26  | 2024년 7월  |      |
| 힐스테이트 오룡            | 현대엔지니어링            | ㈜남악오룡42피에프브이          | 42   | 일로읍 오룡번영1로 95  | 2024년 5월  |      |
| 힐스테이트 오룡            | 현대엔지니어링            | ㈜남악오룡피에프브이            | 45   | 일로읍 오룡동로 45     | 2024년 5월  |      |
| 오룡 중흥S-클래스 에듀파크 | 중흥토건㈜                | ㈜세종건설산업                  | 41   | 일로읍 오룡중앙남로 20 | 2024년 8월  |      |
| 오룡 시티프라디움          | 시티건설㈜ 시티종합건설㈜ | 시티오건설㈜                    | 36   | 일로읍 오룡번영2로 9   | 2025년 3월  |      |
| 오룡 한국아델리움 위너스   | ㈜한국건설                | ㈜한국건설                      | 33   | 일로읍 오남로 43       | 2020년 12월 |      |
| 호반써밋 남악오룡          | ㈜호반산업                | ㈜호반산업                      | 30   | 일로읍 오룡번영로 131  | 2020년 8월  |      |
| 호반써밋 남악오룡          | ㈜호반산업                | ㈜호반산업                      | 31   | 일로읍 오룡번영로 153  | 2020년 8월  |      |
| 호반써밋 남악오룡          | ㈜호반산업                | ㈜호반산업                      | 32   | 일로읍 오룡번영로 185  | 2020년 8월  |      |
| 오룡 우미린 더 시그니처    | 우미건설                  | 우미건설                        | 42   | 일로읍 오룡중앙남로 19 | 2025년 7월  |      |
| 오룡 우미린 더 시그니처    | 우미건설                  | 우미건설                        | 43   | 일로읍 오룡번영1로 96  | 2025년 7월  |      |

### 2단계

#### 임성지구
임성지구는 남악신도시 2단계 개발지역으로 목포시 옥암동, 삼향동 및 무안군 삼향읍 임성리에 해당되는 지구이다. 개발기간은 2011~2014년(계획상)이며, 면적 2,900천m2이다. 목포시와 무안군의 개발을 위임받은 전남개발공사가 공동 개발하기로 되어 있었으나, 전남개발공사 측에서는 오룡지구 등 도 내 다른 사업 개발로 인해 더 이상 개발 여력이 없어 임성지구 개발을 유보하여 결국 목포시 측에서는 임성지구를 쪼개서 행정구역이 목포인 구역만 독자적으로 개발하기로 하였다. 또한 무안군과 공동개발 방식도 무산됨에 따라 전체 임성지구의 70%를 차지하고 있는 목포시 지역만 독자 개발 방식을 추진하고 있다. 목포시가 개발에 서두르는 이유는 개발제한구역 지정이 2013년에 만료돼 더 이상 미룰 수가 없게 되어 오는 2017년 이후 개통 예정인 호남고속철도 역세권 개발에 대비하겠다는 것이다. 하지만 문제는 무안군에 해당되는 지역이다. 개발제한구역이나 토지거래허가구역으로 지정돼 있지 않아 이대로라면 나중에 추가 개발을 하려해도 지가 상승과 난개발이 불가피하다는 것이다. 목포시는 개발계획 승인까지 6개월에서 최대 2년의 기간이 있다며, 첫 삽을 뜨기전에 무안이 참여해줄 것을 기대하고 있다.
목포시가 추진하고 있는 임성지구는 호남고속철도의 시종착역될 임성리역의 역세권을 중심으로 2016 ~ 2017년에 착공하여 2020년에 택지조성을 하여 완공한다는 계획이다.

### 3단계

#### 망월지구
망월지구는 남악신도시 3단계 개발지역으로 무안군 일로읍 망월리, 죽산리, 청호리에 위치하여 있으며, 남악신도시 전체지도를 보면 옥암, 남악, 오룡지구가 가운데에 위치해있고, 서북쪽으로 임성지구, 그리고 동북쪽으로 망월지구가 위치해 있다. 망월지구의 개발기간 2015년 ~ 2019년(계획상)이며, 면적 2,700천m2이다.

## 역사
남악신도시는 전라남도청이 광주광역시에서 이전해오면서 세워진 신도시이다. 1999년 전라남도청이 무안군 삼향면(당시) 남악리로 이전을 결정하면서 그 배후도시로 남악신도시를 건설하기로 하였다. 2001년 10월, 전라남도청의 새 청사가 착공되었고 2002년 10월부터 택지지구가 택지조성공사에 착수하였다. 2005년에 전라남도청이 이전하였고 그와 동시에 아파트 분양이 이루어졌지만 착공이 늦춰지면서 입주가 지연되었다.
- 1999년 : 전라남도청이 무안군 삼향면 남악리로 이전 결정
- 2001년 : 전라남도청 새 청사 착공
- 2002년 : 남악신도시 개발 계획 확정
- 2005년 11월 11일 : 전라남도청 새 청사 개청식
- 2006년 : 남악신도시 아파트 첫 입주 시작, 서해해경청 개청
- 2007년 : 무안군 삼향면의 남악출장소 설치, 애향초등학교, 남악초등학교 개교, 옥암중학교 개교.
- 2008년 : 남악중학교, 남악고등학교 개교, 옥암초등학교 개교
- 2009년 : 전라남도교육청 이전
- 2010년 : 애향중학교 개교
- 2011년 : 무안군 삼향면이 삼향읍으로 승격[11], 전라남도경찰청 이전, 광주지방검찰정 목포지청, 광주지방법원 목포지원 이전, 전남도립도서관 개관, 영산초등학교 개교
- 2012년 : 옥암지구가 목포시 부주동에 신설편입, 오룡초등학교

개교, 국도 제2호선 무영로 개통, 전남농협본부 이전

## 인구
2008년부터 2016년까지 남악신도시에는 많은 인구가 유입되었다. 현재 목포 옥암지구는 약 2만 4천명, 무안 남악지구는 약 3만 7천명, 총 6만 2천명이다. 2016년 11월 30일 기준이다.
| 연도   | 옥암지구 | 남악지구 | 총인구(명) | 가구(세대) | 인구밀도(명/km2) | 세대당 인구(명) |
| ------ | -------- | -------- | ---------- | ---------- | ---------------- | --------------- |
| 2005년 | 12,497명 | -        | 12,497명   | 3,821      | 4.789            | 3.27            |
| 2008년 | 14,780명 | 8,347명  | 20,187명   | 7,974      | 3.236            | 2.53            |
| 2010년 | 16,066명 | 18,265명 | 34,331명   | 12,155     | 5.503            | 2.82            |
| 2012년 | 18,723명 | 20,611명 | 38,523명   | 13,288     | 6.175            | 2.89            |
| 2015년 | 24,596명 | 30,719명 | 55,315명   | 18,934     | 8,867            | 2.92            |
| 2016년 | 24,708명 | 37,243명 | 61,951명   | 19,429     | 9,931            | 3.10            |

## 다른 행정구역에 따른 문제
남악신도시는 무안과 목포와의 경계에 걸쳐 형성되고 있다. 그러다 보니 같은 생활권인데 행정서비스는 다르다. 옥암지구와 임성지구는 목포시 행정구역, 남악지구와 오룡지구는무안군 행정구역이다. 하지만 남악신도시 사업자가 전남개발공사와 목포시 그리고 LH(임성지구) 때문에 신도시 자체가 목포느낌이나고 생활권도 목포의 연장선이라는 느낌이 강하다 그래서 남악신도시 상가를 살펴보면 목포남악점 상호명이 많다 그리고 학군, 행정서비스, 대중교통등이 대표적인 문제다.
서로 다른 행정구역으로 인해 남악신도시 옥암지구 학생들이 목포시 구도심으로 배정당하기도 한다. 이에 목포교육지원청은 옥암지구 학생을 모두 근거리에 배정하면 구도심 중학교 학생 수가 부족해진다며 학생 수가 적은 원도심 학교를 위해 강제배정이 불가피하다는 입장이다. 교통도 마찬가지다. 택시도 목포시 관할인 옥암지구에서 나와 무안군 관할인 남악지구까지 이용하면 시외할증요금이 20%를 가산했었다. 하지만 전라남도가 목포시와 무안군의 협의를 거쳐 단일화를 적용해 2008년 4월부터 남악신도시 전역에서 목포 시내요금으로 이용하게 되었다. 버스도 마찬가지였다. 남악주민들은 같은 동네에 살면서 버스 정거장 한 두 곳 더 간다고 해서 더 많은 요금을 내는 게 말이 되냐면서 항의하여, 기존 목포 시내버스 요금은 1200원이였고 무안군 남악지구까지 이용하게 되면 1350원을 내야 했지만 2014년 1월 1일부터 단일화가 되어 기존 요금으로도 남악지역을 이용할 수 있게 되었다. 그렇지만 다른 문제도 많다. 쓰레기 문제와 폭설같은 재해 대비 능력등도 무안군 행정력이 목포시 행정력과 같은 도시행정을 따라가지를 못하는 것이 현실이다.
그리고 공사 진행 중에 있는 임성지구와 오룡지구가 완공될 경우에 더욱 더 통합에 대한 주민들의 요구가 증가할 수 밖에 없다. 남악신도시 주민은 통합을 원하는 편이지만 무안군의 반대로 통합은 매번 실패하였다.

## 대형할인점
- 롯데아울렛 남악점
- 롯데마트 남악점
- 농협 하나로클럽 남악점

## 교통

### 도로
남악신도시로 가는 목포시내버스는 1번 2번 2-1번 3번 3-1번 77번 77-1번 800번 이렇게구성되어있습니다 남악신도시는 남쪽으로 남악로가 지나가고 북쪽으로는 후광대로가 지나갑니다 또한 남악신도시에서 남악JC 분기점을 통해 서해안고속도로와 남해안고속도로 그리고 해남 산이면 솔라시도 지역을 쉽게 오갈수 있습니다.
| 1 | 영산로 | 10 | 남해고속도로 서영암 나들목 ↔ 남악 분기점 |
| 2 | 녹색로 | 15 | 서해안고속도로 죽림 분기점 ↔ 남악 분기점 |

### 철도
목포시 옥암동에 임성리역이 있으나, 남악신도시의 외곽 지역에 있기 때문에 연계교통이 불편하다. 임성리역은 하루에 3편의 무궁화호가 정차하며, 2019년 이후 호남고속철도가 완공되면 호남고속철도의 시종착 기능을 목포역과 분담할 계획이다. 임성리역과 보성역 간의 철도가 건설 중이다.

### 항공
근처에 목포공항(영암군 삼호읍)이 있었지만 현재 폐쇄되고 군공항으로 사용중, 현재는 무안국제공항(무안군 망운면)이 있다.